# Israels land
Israels land (hebraisk: אֶרֶץ יִשְׂרָאֵל, Eretz Yisrael, også Det lovede land og Storisrael) er landet som er givet det jødiske folk ifølge Bibelen.

## Etymologi og bibelske rødder
Udtrykket "Israels lovede land" er en direkte oversættelse af den hebraiske frase "ארץ ישראל" (Eretz Yisrael), som er fundet i den hebraiske bibel. Anita Shapira mener, at udtrykket "Eretz Israel" var et helligt udtryk, når det kommer til de eksakte grænser for territoriet, men klar når det kommer til ejerskab.
Navnet "Israel" refererer til det jødiske folk som efterkommere af den bibelske patriark Jakob, som senere blev kendt som Israel, som bogstaveligt betyder "kæmpede med Gud/han kæmper med Gud". Ifølge det som skrives i Første Mosebog, så brød Jakob med en engel ved en flodbank og vandt ved udholdenhed. Gud ændrede Jakobs navn til Israel, og gav dermed til kende, at han lykkedes igennem både menneskelige og guddommelige prøvelser. Jakobs efterkommere blev kendt som "Israels børn" (ofte oversat som "israelitter") og landet som de vandt fra kanaanitterne blev til sidst kendt som Israels lovede land.
Under britisk styre hed området vest for Transjordan Palestina (Eretz Yisrael) på hebraisk – det ene af protektoratets tre officielle sprog, mens det på det to andre blot hed Palestine og Filastin på henholdsvis engelsk og arabisk. Den moderne stat Israel ("מדינת ישראל", Medinat Yisrael) er opkaldt efter det historiske navn på regionen.

### Kanaans land mod Israels lovede land
Navnet Kanaans land bliver ofte brugt i Bibelen for den region, og synes at være indbyrdes forståelig med Israels lovede land', som for eksempel i Første Mosebog 17,8. Det klassiske jødiske syn, som forklaret af Schewid, er at Kanaan er det geografiske navn, og at Israel er det åndelige navn for samme land: "Det unikke med Israels land er, at det er "geoteologisk" og ikke kun klimatisk. Dette er land som møder indgangen til den åndelige verden, sfæren af eksistens som ligger bag den fysiske verden kendt for os gennem vore sanser. Dette er nøglen til landets unikke status når det kommer til profetisering og bøn, og også når det gælder lovene". Derfor markerer omdøbelsen af dette land en ændring i religiøs status, oprindelsen til konceptet Det hellige land.

## Dimensioner ifølge Bibelen
Den hebraiske bibel indeholder flere beskrivelser af landets grænser. De tre klassiske skriftsteder er Første Mosebog 15,18–21, Fjerde Mosebog 34,1-15 og Ezekiel 47,13-20.

### Første Mosebog 15
Første Mosebog 15,18–21 beskriver det som er refereret til i jødiske traditioner som Gevulot Ha-aretz ("Landets grænser") som det fulde og hele lovede land lovet til Abraham.

### Fjerde Mosebog 34
Fjerde Mosebog 34,1–15 beskriver landet lokaliseret som israelitternes stammer efter Anden Mosebog. Stammerne efter Ruben, Gad og halve af Manasse fik land øst for Jordan såsom forklaret i Fjerde Mosebog 34, 14–15. Fjerde Mosebog 34,1–13 giver en detaljeret beskrivelse af landets grænser lokaliseret til de genværende stammer. Regionen kaldt "Kanaans land" (Eretz Kna'an) i fjerde Mosebog 34,2 og grænser er kendt i jødisk tradition som "grænser for de som kommer ud af Egypten".

### Ezekiel 47
Ezekiel 47,13–20 giver en eftereksilsk definition af grænserne. Definitionen i Ezekiel beskriver Israels lovede land, som, ifølge Ezekiels profesi, er en gentagelse af det lovede land med stammelokationer for Israel at returnere til efter deres fangenskab (Ezekiel var under det babylonske fangenskab efter Jerusalems fald i 597 og 586 f.Kr. ved Nebukadnesar II). Definitionen er en påmindelse om at Guds løfte og ønske for Israel ikke var fuldstændig annulleret ved situationen som førte til fangenskab. Landets grænser, såsom de er beskrevet i Ezekiel, inkluderer det moderne Libanons nordlige grænse, østover (vejen mod Hethlon) til Zedad og Hazar-enan i det moderne Syrien; syd ved sydvest til Busra ved den syriske grænse (Hauran-området i Ezekiel); følger floden Jordan mellem Vestbredden og Gileads land til Tamar (Ein gedi) på vestbredden til Dødehavet; Fra Tamar til Meribah Kadesh (Kadesh Barnea), så langs Egyptenfloden (se ordskifte nedenfor) til Middelhavet.
Derfor definerer fjerde Mosebog 34 og Ezekiel 47 forskellige, men lige grænser som inkluderer hele nutids Libanon, både Vestbredden og Gazastriben og Israel, bortset fra Sydnegev og Eilat. Små dele af Syrien er også inkluderet.

### Andre opføringer
Kortere beskrivelser af Israels lovede land findes også i Anden Mosebog 23,31, Femte Mosebog 1,6–8, femte Mosebog 11,24 og Josvas bog 1,4.

## Fra Dan til Beersheba
Den sædvanlige bibelske frase brugt til at referere til territorierne som faktisk er bosat af israelitter er "fra Dan til Beersheba" (eller varianten "fra Beersheba til Dan"), som dukker op i de bibelske verser Dommerne 20,1, 1. Samuel 3,10, 2. Samuel 17,11, 2. Samuel 24,2, 2. Samuel 24,15, 1. Kongebog 4,25, 1. Krønikerne 21,2 og 2. Krønikerne 30,5.